# Люся (фільм)
«Люся» — радянський художній фільм 1977 року, знятий режисером Оразмурадом Гуммадовим на кіностудії «Туркменфільм».

## Сюжет
Студент геологічного інституту, Юра Лагунін, їде на практику до Центральних Кара-Кумів. Він умовляє свою кохану дівчину, Люсю, поїхати разом із ним. Але не всім під силу витримати важкі умови експедиції, а Юра виявляється людиною слабкою та ненадійною. Завершується практика, молоді люди порізно повертаються до міста. Їхнє кохання не витримало випробувань.

## У ролях
- Олена Яшина — Люся
- Олександр Соловйов — Юра Лагунін
- Володимир Балашов — Павло Миколайович Бармін, вчений, начальник експедиції
- Жанна Смелянська — Олена Стрєльцова, учасниця експедиції
- Хоммат Муллік — Бяшим, геолог
- Джумамурад Кіясов — роль другого плану
- Оразмурад Гуммадов — роль другого плану
- Люсьєна Овчинникова — тітка Паша, учасниця експедиції
- Герман Бобровський — Михайло Лукич Крошкін, бригадир буровиків
- Акмурад Хуммедов — Акмурад, кухар

## Знімальна група
- Режисер — Оразмурад Гуммадов
- Сценарист — Геннадій Калиновський
- Оператор — Олексій Аташян
- Композитор — Реджеп Аллаяров
- Художник — Олексій Філь